# Dositeu de Constantinoble
Dositeu de Jerusalem (en grec medieval Δοσίθεος) va ser patriarca de Constantinoble dues vegades, una durant 9 dies el mes de febrer de l'any 1189 i l'altra del setembre/octubre de 1189 fins que va ser restaurat com a patriarca de Jerusalem al setembre de 1191, quan va dimitir de patriarca de Constantinoble.
Anteriorment havia estat Patriarca grec ortodox de Jerusalem (1187–1189). Era un amic íntim de l'emperador Isaac II Àngel.